# 芝士粉

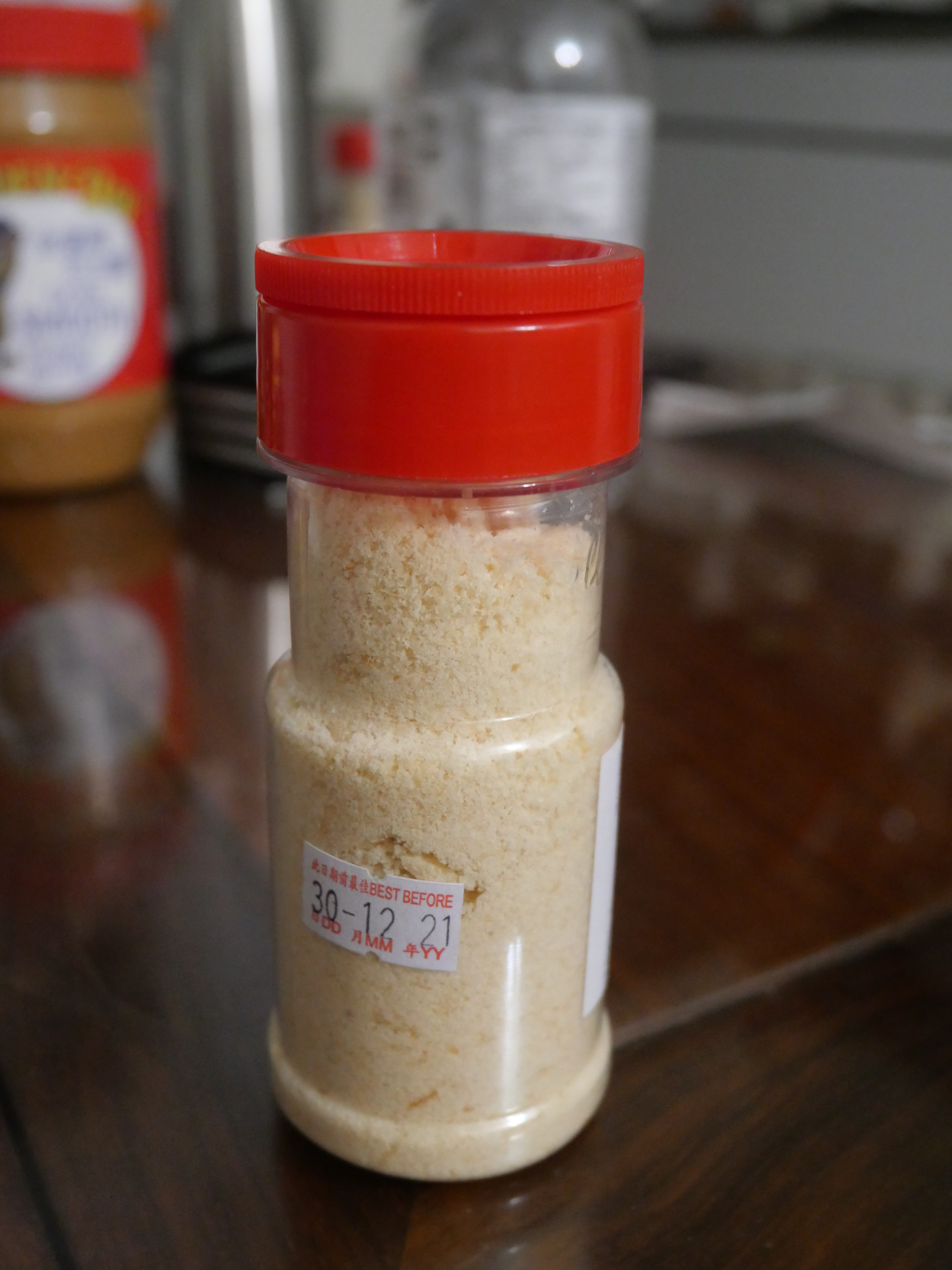
芝士粉

芝士粉是由硬芝士所磨成粉狀的調味食材。芝士粉主要用於西式料理上，例如將芝士粉撒在焗制的意粉或薄餅上，能使食物味道更加浓郁。可以用於制成芝士粉的硬芝士包括藍乾酪和帕馬森乾酪。